# Liu Shifu
Liu Shifu ou Shi Fu - (en chinois : 劉師復 ; pseudonyme espéranto : Sifo) (1884-1915), est un écrivain chinois, considéré comme le premier anarchiste en Chine.

## Biographie
Né en 1884 à Canton, il est mort de pauvreté et de manque de soins le 27 mars 1915 à Shanghai. Il participa dans sa jeunesse aux mouvements révolutionnaires visant à renverser la dynastie mandchoue. Il commit contre un amiral manchou, en 1907 à Canton, un attentat qui échoua tandis qu'il y perdit son bras droit et fut emprisonné pendant trois ans. Il écrivit beaucoup et aida au succès de la révolution. Cependant il déclina la possibilité d'occuper un poste dans le nouvel État pour se tourner vers la révolution sociale.
Adepte des doctrines de Tolstoï et Kropotkine, il fonda un « groupe de conscience » basé sur des principes de réformes de la vie (végétarisme, absence de serviteurs, célibat, etc.). Il apprit la langue espéranto en 1912 et cofonda l'association d'espéranto de Shanghai. En 1913 il publia un journal hebdomadaire d'espéranto La Voĉo de la Popolo (« La voix du peuple ») pour lequel il fut rédacteur et imprimeur. Il prêchait également pour l'anarcho-communisme.

## Vie et action
Liu Shifu était une figure influente du mouvement révolutionnaire chinois au début du vingtième siècle, et particulièrement au sein du mouvement anarchiste. Il a joué un rôle essentiel d'organisateur dans ce mouvement, principalement dans la province de Canton.
Il commença sa carrière radicale comme membre du Corps d'Assassinat Chinois, un mouvement anticolonialiste, fortement influencé par les méthodes du mouvement nihiliste russe, et qui recommandait le terrorisme révolutionnaire et les attentats contre les élites. Après s'être converti à l'anarchisme, il condamna ces pratiques, les jugeant contre-productives et concentra son attention sur l'organisation de base entre les paysans et les travailleurs pour que se construise un mouvement révolutionnaire populaire. Il fut l'un des premiers révolutionnaires à recommander fortement aux paysans l'organisation comme élément central de leur stratégie révolutionnaire.
En 1912 il fonda la Société du coq qui chante dans la nuit (ou Kokokrio-asocio, ou “Groupe de Guangzhou”), dont le journal Voĉo de la Popolo, débuté en espéranto, fut le premier et le principal organe de l'anarchisme chinois dans les années 1910. Sa maîtrise des thèses anarchistes et les débats avec le guide socialiste Jiang Khangu, aidèrent à la popularisation de l'anarchisme comme un “socialisme pur”, distinct des autres tendances de la pensée socialiste.
On décrit souvent le Groupe de Guangzhou comme étant guidé par Shifu, mais ceci n'est juste que si guider signifie donner l'exemple car le groupe ne lui a jamais donné de poste ou d'autorité formelle. La contribution la plus notable du groupe fut l'établissement de « liens entre les intellectuels et les travailleurs » et son travail de propagande politique pour différencier l'anarchisme des autres mouvements socialistes de plus en plus populaires ; le groupe réussit pour la première fois à former une idée claire de ce qu'est l'anarchisme. Le groupe de Guangzhou diffusait les concepts de droits des travailleurs, femmes, paysans, et autres catégories exploités, pour encadrer sa conception de la société anarchiste. La notion de minorité ethnique était par contre vue comme un concept à éliminer (comme les identités raciales ou nationales) au profit d'une identité internationaliste mettant au premier plan l'importance de la fidélité à l'humanité comme un tout plutôt qu'à un groupe ethnique.
Il faut reconnaître que cette position était formulée en réponse à la dimension ethnique exploitée par le mouvement antimandchou, qui cherchait à justifier l'illégitimité de la dynastie Qing, en partie sur la base que ses membres appartenaient à une minorité ethnique n'ayant aucune relation avec la majorité Han ; une position que les quatre principaux groupes anarchistes dénoncèrent comme étant raciste et incompatible avec un mouvement qui déclarait travailler pour la libération. 
Liu Shifu, était très actif dans le mouvement pour la langue internationale espéranto, et pour  lequel il utilisait le pseudonyme Sifo.